# Амалия фон Насау-Диц (1710–1777)
Анна Шарлота Амалия фон Насау-Диц-Орания (на немски: Anna Charlotte Amalie von Nassau-Dietz-Oranien; * 13 октомври 1710, Леуварден, Нидерландия; † 17 ноември 1777, Дурлах) е принцеса от Насау-Диц-Орания и чрез женитба принцеса на Маркграфство Баден-Дурлах. Тя е майка на Карл Фридрих фон Баден, първият велик херцог на Велико херцогство Баден.

## Живот
Тя е дъщеря на княз Йохан Вилхелм Фризо фон Насау-Диц (1687 – 1711), щатхалтер на нидерландската провинция Фризия, и съпругата му Мария Луиза фон Хесен-Касел (1688 – 1765), дъщеря на ландграф Карл фон Хесен-Касел (1654 – 1730). Сестра е на Вилхелм IV (1711 – 1751), женен от 1734 г. за принцеса Анна от Великобритания (1709 – 1759), дъщеря на крал Джордж II.
Анна Шарлота Амалия се омъжва на 3 юли 1727 г. в Леуварден за наследствения принц Фридрих фон Баден-Дурлах (1703 – 1732), вторият син на маркграф Карл III Вилхелм фон Баден-Дурлах (1679 – 1738) и на Магдалена Вилхелмина фон Вюртемберг. Нейният съпруг умира на 28 години на 26 март 1732 г.
Анна Шарлота Амалия е избухлива и се говори, че е душевно болна. Тя трябва до края на живота си да живее в друго жилище в дворец Карлсбург в Дурлах, откъсната от външния свят. За нейните деца се грижи нейната свекърва Магдалена Вилхелмина фон Вюртемберг.
Умира на 17 ноември 1777 г. на 66 години.

## Деца
Анна Шарлота Амалия и Фридрих имат децата:
- Карл Фридрих фон Баден (1728 – 1811), маркграф и първият велик херцог на Велико херцогство Баден женен:

1. на 28 януари 1751 г. за ландграфиня Каролина Луиза фон Хесен-Дармщат (1723 – 1783), дъщеря на ландграф Лудвиг VIII фон Хесен-Дармщат
2. на 24 ноември 1787 г. за графиня Луиза Каролина фон Хохберг (1768 – 1820), дъщеря на фрайхер Лудвиг Хайнрих фон Гайерсберг

- Вилхелм Лудвиг (1732 – 1788), 1753 щатхалтер на нидерландската провинция Гелдерланд, женен на 13 април 1788 г. за Христина Вилхелмина Франциска Шортман (1740 – 1804)